# Stephen Blair Hedges
Stephen Blair Hedges (S. Blair Hedges) a philadelphiai Temple University professzora és Biodiverzitás Központjának igazgatója. Az egyetemen az élőlények leszármazási ágait kutatja, továbbá természetvédelemmel foglalkozik. Zoológiai szakmunkákban nevének rövidítése: „Hedges”.

## Pályafutása
BSc diplomáját a George Mason Universityn, mesterdiplomáját (MSc) és Ph.D-jét zoológiából a Marylandi Egyetemen szerezte.  Mielőtt 2014-ben a Temple Universityhez került a Pennsylvaniai Állami Egyetem  (Penn State) professzora volt. Alapító tagja  a NASA Asztrobiológiai Központjának. Több mint 296 szakmailag elbírált tanulmányt írt, köztük 10 könyvet és monográfiát. 2009-ben az American Association for the Advancement of Science  (AAAS) tagjává választották a biológiai evolúció és a Föld története közötti kapcsolatok feltárásáért, 2011-ben a Penn State tudományos díját kapta meg az élet- és egészségtudományok területén folytatott kiemelkedő teljesítményéért.

### Kutatásai
Hedges az élet fájának fő csoportjai közötti kapcsolatokat és időbeli viszonyokat vizsgálta genomikai adatok alapján. Ez a kutatása számos új felfedezéshez vezetett, például a méhlepényes emlősök és a mai madarak rendjeinek korai eredetére vonatkozó adatokhoz, 
arra vonatkozó becslésekhez, hogy a prokarióták és az eukarióták mikor hódították meg a szárazföldet, és ennek az eseménynek bolygónkra vonatkozó hatását, továbbá a hüllők és rovarevő emlősök filogenetikus kapcsolatrendszerére. Ő alkotta meg az „időfa” (timetree) kifejezést a filogenetikai leszármazási fa időskálán történő bemutatására, társalapítója  a TimeTree adatbázisnak, mely az élet fájának időskáláját vizsgálja, és társszerzője a Timetree of Life című könyvnek. Hedges és munkatársai 2015-ben egy spirális alakú életfát alkottak, mely 50 000 faj időbeli kapcsolatát szemlélteti, és felfedezték, hogy mind a diverzifikáció mind a fajképződés (speciáció) időben és csoportok között is viszonylag állandó.
Hedges egy terepi programot is vezetett a Karib-térségben, ahol genetikai adatok alapján a kétéltűek és hüllők biogeográfiáját vizsgálta, és CaribHerp néven létrehozta ezeknek a fajoknak az információs adatbázisát. Munkája során számos új fajt fedezett fel, 129 kétéltű-, hüllő- és lepkefajt nevezett el. A legkisebb hüllők és kétéltűek közül hármat írt le, az   Eleutherodactylus iberia békafajt, a Sphaerodactylus ariasae gekkófajt és a Tetracheilostoma carlae kígyófajt. Kutató munkájáról 11 cikk jelent meg a New York Timesban.
Tiszteletére nevezték el az Eleutherodactylus blairhedgesi békafajt.

### Természetvédelem
Haitin végzett munkájuk során Hedges és munkatársai meghatározták a biológiai sokféleség szempontjából értékes helyeket, ez a munka három nemzeti park megalapításához vezetett. Kezdeményezője volt egy fogságban történő tenyésztési programnak, melyben a Philadelphiai Állatkert tíz veszélyeztetett békafaj megmentésén dolgozott. A haiti Philippe Bayarddal együtt alapították a Haiti National Trust környezetvédelmi civil szervezetet.

## Az általa leírt fajok
- Amphisbaena carlgansi
- Amphisbaena cayemite
- Amphisbaena leali
- Anolis alayoni
- Anolis alfaroi
- Anolis macilentus
- Anolis oporinus
- Anolis placidus
- Anolis vescus
- Aristelliger reyesi
- Arrhyton procerum
- Arrhyton supernum
- Calisto pauli
- Calisto thomasi
- Calisto woodsi
- Celestus macrotus
- Diploglossus garridoi
- Eleutherodactylus adelus
- Eleutherodactylus amadeus
- Eleutherodactylus aniptopalmatus
- Eleutherodactylus bipunctatus
- Eleutherodactylus caribe
- Eleutherodactylus corona
- Eleutherodactylus dolomedes
- Eleutherodactylus eurydactylus
- Eleutherodactylus glamyrus
- Eleutherodactylus guantanamera
- Eleutherodactylus iberia
- Eleutherodactylus mariposa
- Eleutherodactylus melacara
- Eleutherodactylus parapelates
- Eleutherodactylus principalis
- Eleutherodactylus rhabdocnemus
- Eleutherodactylus riparius
- Eleutherodactylus rivularis
- Eleutherodactylus stictogaster
- Eleutherodactylus tetajulia
- Eleutherodactylus thorectes
- Eleutherodactylus toa
- Eleutherodactylus tonyi
- Leptotyphlops breuili
- Leptotyphlops carlae
- Phrynopus auriculatus
- Phrynopus bracki
- Phrynopus tribulosus
- Pristimantis adiastolus
- Pristimantis albertus
- Pristimantis minutulus
- Rhinella yanachaga
- Sphaerodactylus ariasae
- Sphaerodactylus cricoderus
- Sphaerodactylus epiurus
- Sphaerodactylus ladae
- Sphaerodactylus perissodactylius
- Sphaerodactylus pimienta
- Sphaerodactylus plummeri
- Sphaerodactylus richardi
- Sphaerodactylus schuberti
- Sphaerodactylus schwartzi
- Tarentola crombiei
- Tropidophis celiae
- Tropidophis fuscus
- Tropidophis hendersoni
- Tropidophis morenoi
- Tropidophis spiritus
- Tropidophis xanthogaster
- Typhlops agoralionis
- Typhlops anchaurus
- Typhlops anousius
- Typhlops arator
- Typhlops contorhinus
- Typhlops eperopeus
- Typhlops hypomethes
- Typhlops notorachius
- Typhlops perimychus
- Typhlops proancylops
- Typhlops satelles
- Typhlops sylleptor

## Fordítás
- Ez a szócikk részben vagy egészben  a   Stephen Blair Hedges című angol Wikipédia-szócikk ezen változatának fordításán alapul.  Az eredeti cikk szerkesztőit annak laptörténete sorolja fel. Ez a jelzés csupán a megfogalmazás eredetét és a szerzői jogokat jelzi, nem szolgál a cikkben szereplő információk forrásmegjelöléseként.